# Łazanki
I łazanki (łazanka al singolare) sono un tipo di pasta polacco. Si presentano come quadratini a base di farina da bollire o friggere e condire con cavoli, salsicce e funghi.

## Etimologia e storia
Secondo una teoria, i łazanki derivano dalle lasagne, dalle quali si pensa provenga il loro nome e che giunsero nell'Est Europa nel sedicesimo secolo. Quando Bona Sforza divenne regina di Polonia e granduchessa di Lituania, i suoi cuochi avrebbero fuso la cucina locale con quella italiana portando alla nascita dei łazanki. Oggi i łazanki sono un piatto tipico polacco, bielorusso e lituano.